# Onthophagus setosus
Onthophagus setosus là một loài bọ cánh cứng trong họ Bọ hung (Scarabaeidae).